# Ларіозавр
Ларіозавр (Lariosaurus) — рід викопних морських рептилій надряду завроптеригії. Це були середнього розміру плазуни, які досягали в довжину не більше 1 метра. Мали видовжений та сплощений череп.
Описано низку видів з Європи та Азії. Типовий вид — Lariosaurus balsami Curioni 1847.
Кладистичний аналіз 2014 року встановив, що рід, як і близький Nothosaurus, не є монофілетичним.

## Види
- †L. balsami Curioni, 1847 (типовий вид)
- †L. curionii Rieppel, 1998
- †L. hongguoensis Jiang et al., 2006
- †L. juvenilis Edinger, 1921
- †L. stensioi (Haas, 1963) Rieppel, Mazin & Tchernov, 1999
- †L. valceresii Tintori & Renesto, 1990
- †L. vosseveldensis Klein et al., 2016
- †L. winkelhorsti Klein & Albers, 2004
- †L. xingyiensis Li, Liu & Rieppel, 2002
- †L. youngi Li & Rieppel, 2004

Існує дискусія, чи включати до роду вид L. buzzii Tschanz, 1989, чи він належить до окремого роду Silvestrosaurus.